# Györgyey Ferenc Aladár
Györgyey Ferenc Aladár (Budapest, 1925. március 14. – 2014. október 1.) magyar orvostörténész, író, könyvtáros, művészettörténész. Felesége Györgyey Klára volt.

## Élete
1948-ban végzett a budapesti Tudományegyetemen, ugyanezen év őszén azonban koholt vádak alapján letartóztatták. Több internálótáborban is raboskodott, így a budadéliben, illetve a kistarcsaiban, de megjárta a recski kényszermunkatábort is. Recskről való szabadulását követően ismét elítélték, csak 1956 tavaszán engedték szabadon. Az 1956-os forradalmat követően Nyugat-Európába menekült, majd az USA-ban telepedett meg. 1960-ban kapott a New haven-i Southern Connecticut Collegeon könyvtárosi, 7 év múlva a Yale Egyetemen orvostörténeti diplomát. A következő évtől fogva a Yale Egyetem orvostörténeti könyvtárát irányította, magyar nyelvű írásai többek közt az Irodalmi Újság, a Szivárvány, illetve a Menora című folyóiratokban jelentek meg, angol nyelvű cikkei pedig különböző orvostörténeti folyóiratokban. Lágerhumor címmel publikálta írásait a recski kényszermunkatáborban töltött időszakról.

## Fő művei
- The Tramp (elb., Ashford, 1980)
- Semmelweis: Childbed Fever (szerk., Birmingham AL, 1981)
- Lágerhumor; Interart, Bp., 1990
- Ferenc Aladár Györgyey–Paul Sohar: True tales of a fictitious spy. Hungarian Gulag grotesquerie; SynergEbooks, King, 2005
- Györgyey Ferenc Aladár–Sohár Pál: A gumibotcsinálta kém. A magyar gulag groteszk panoptikuma; közrem. Faludy György, Nyeste Zoltán közrem., vers Illyés Gyula, ford. Mohai Szilvia; Művészeti és Irodalmi Jelen, Budapest, 2022 (Irodalmi jelen könyvek)

## Kitüntetése
- Köztársasági Elnöki Aranyérem (1996)[2]